# Cataglyphis floricola
Cataglyphis floricola es una especie de hormigas endémicas de la España peninsular.